# Angelus Kupfer
Angelus Kupfer OSB (* 19. Januar 1900 in Weppersdorf an der Aisch als Hans Kupfer; † 8. Juli 1951 in München) war der 34. Abt der Benediktinerabtei Ettal.

## Leben
Hans Kupfer legte am 12. September 1920 die Profess ab, anschließend studierte er Philosophie, Theologie und Altphilologie in Rom, München und Würzburg. Seine Priesterweihe erfolgte am 19. September 1924, im Jahr 1926 wurde er in Rom zum Doktor der Philosophie promoviert. Er war zunächst Präfekt und Gymnasiallehrer in Ettal. Am 21. Oktober 1933 erfolgte die Wahl zum Abt, am 26. November 1933 erhielt er die Benediktion. Von 1945 bis 1950 war er Direktor der Schule und des Internats in Ettal.
Er starb am 8. Juli 1951 in München, beigesetzt ist er in Ettal.

## Schrift
- De Christo capite secundum S. Paulum. Diss., Rom 1926.